# Rivière Fortier (vattendrag i Kanada, lat 47,75, long -75,53)
Rivière Fortier är ett vattendrag i Kanada.   Det ligger i provinsen Québec, i den sydöstra delen av landet, 260 km norr om huvudstaden Ottawa.
I omgivningarna runt Rivière Fortier växer i huvudsak blandskog. Trakten runt Rivière Fortier är nära nog obefolkad, med mindre än två invånare per kvadratkilometer.